# Helmut Hönl
Helmut Hönl (10 février 1903 à Mannheim, Allemagne - 29 mars 1981 à Fribourg-en-Brisgau, Allemagne) est un physicien théoricien allemand qui a exploré la mécanique quantique à l'époque de sa fondation et étudié les structures de l'atome et de la molécule.

## Biographie

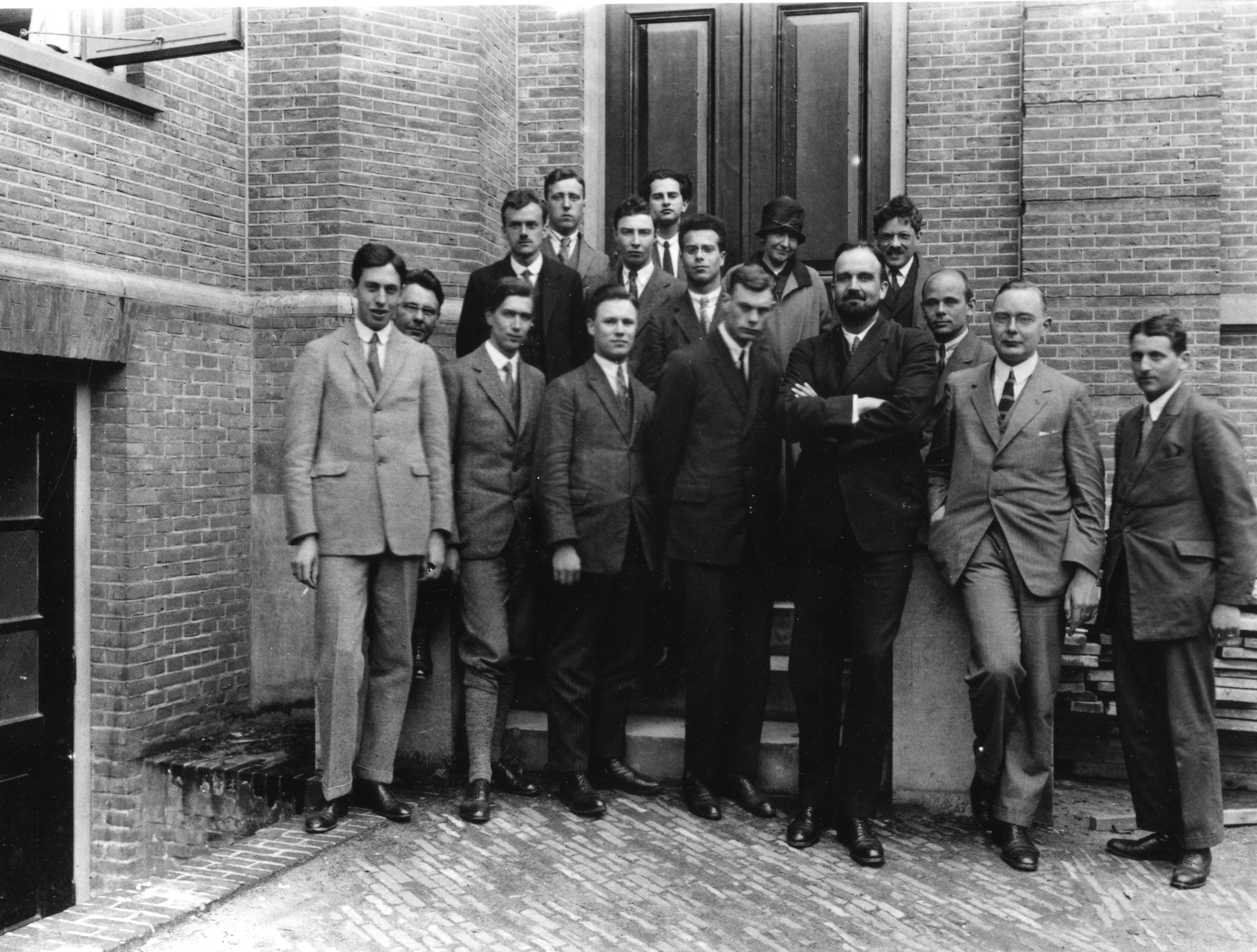
À Leyde aux Pays-Bas en 1926, au laboratoire de Heike Kamerlingh Onnes.
À l'avant, de gauche à droite : George Uhlenbeck, Helmut Hönl, Henri Bernard Joseph Florin, (étudiant), Adriaan Fokker, Hendrik Anthony Kramers et Samuel Goudsmit.
À l'arrière, de gauche à droite et en zigzaguant de l'avant vers l'arrière : Karel Niessen, Paul Dirac, étudiant, Robert Oppenheimer, Polak, (étudiant), Tatyana Afanasyeva (épouse de Paul Ehrenfest), Paul Ehrenfest et Jan Woltjer.

Helmut Hönl est né le 10 février 1903 à Mannheim en Allemagne. De 1921 à 1923, Hönl étudie à l'université de Heidelberg et l'université de Göttingen. À l'université de Munich, il obtient en 1926 son Ph.D. sous la supervision d'Arnold Sommerfeld. En 1929, il devient l'assistant de Paul Peter Ewald à l'École polytechnique de Stuttgart. À partir de 1933, il est Privat-docent. En 1940, il est nommé professeur extraordinarius à l'université d'Erlangen, puis, en 1943, professeur ordinaire en physique théorique à l'université de Fribourg, où il est nommé professeur émérite en 1971.
Pendant ses études doctorales à Munich, Hönl publie des articles pionniers sur la mécanique quantique et la compréhension des structures de l'atome et de la molécule, tout comme sur le spectre électromagnétique. Comme c'est souvent le cas dans un domaine qui se développe rapidement à cause de l'intérêt qui lui est porté par plusieurs spécialistes, d'autres scientifiques font des découvertes similaires au même moment. Par exemple, Hönl ainsi que Samuel Goudsmit et Ralph Kronig publient des articles en 1925 sur les lignes spectrales de l'effet Zeeman. Dans le premier des trois articles qui fondent la mécanique matricielle en 1925,,, Werner Heisenberg, ancien étudiant de Sommerfeld qui travaille avec Max Born à l'université de Göttingen, cite la « formule de Goudsmit-Kronig-Hönl ».
Dans les années 1930, Hönl se rend à l'École polytechnique de Stuttgart pour travailler avec Paul Peter Ewald, qui a complété son Ph.D. sous la supervision de Sommerfeld et a été nommé professeur ordinaire de pyhysique théorique l'École polytechnique de Stuttgart en 1921. Les deux étudient les structures de l'atome et de la molécule selon une approche quantique. Ils mettent au point un modèle de la densité électronique et de la diffraction atomique dans les solides,,. Leur travail est nommé le modèle d'Ewald-Hönl-Brill (en l'honneur du physicien allemand Rudolf Brill).
Helmut Hönl meurt le 29 mars 1981 à Fribourg-en-Brisgau en Allemagne.

## Publications
(Liste incomplète)
- (de) Arnold Sommerfeld et Helmut Hönl, « Über die Intensität der Multiplett-Linien », Sitzungsberichte der Preußischen Akademie der Wissenschaften. Physikalisch-mathematische Klasse,‎ 1925, p. 141-161 Tel que cité dans (de) Arnold Sommerfeld (1868-1951). Bibliographie ... noch im Aufbau (une bibliographie des publications de Sommerfeld.
- (de) Helmut Hönl, « Die Intensitäten der Zeemankomponenten », Zeitschrift für Physik, vol. 31, no 1,‎ février-avril 1925, p. 340-354 (DOI 10.1007/BF02980589)
- (de) Helmut Hönl et Fritz London, « Über die Intensitäten der Bandenlinien », Zeitschrift für Physik, vol. 33,‎ 1925, p. 803-809 (DOI 10.1007/BF01328367)
- (de) Helmut Hönl, « Zum Intensitätsproblem der Spektrallinien », Annalen der Physik, vol. 79,‎ 1926, p. 273-323 (DOI 10.1002/andp.19263840402)
- (de) P. P. Ewald et H. Hönl, « Die Röntgeninterferenzen an Diamant als wellenmechanisches Problem. Teil I », Annalen der Physik, vol. 25, no 4,‎ 1936a, p. 281-308 (DOI 10.1002/andp.19364170402)
- (de) P. P. Ewald et H. Hönl, « Die Röntgeninterferenzen an Diamant als wellenmechanisches Problem. Teil II: Untersuchung linearer Atomketten », Annalen der Physik, vol. 26, no 8,‎ 1936b, p. 673-696 (DOI 10.1002/andp.19364180802)